# Poroina Mare
Poroina Mare è un comune della Romania di 1320 abitanti, ubicato nel distretto di Mehedinți, nella regione storica dell'Oltenia. 
Il comune è formato dall'unione di 4 villaggi: Fântânile Negre, Poroina Mare, Stignița, Șipotu.